# Christos Donis
Christos Donis (griechisch Χρήστος Δώνης, * 9. Oktober 1994 in Athen) ist ein griechischer Fußballspieler, der aktuell bei Radomiak Radom in Polen spielt.

## Karriere
Christos Donis begann seine Karriere 2008 bei den Junioren von Panathinaikos Athen. Im Sommer 2012 wurde er in den Kader der ersten Mannschaft berufen und unterzeichnete seinen ersten Profivertrag. Sein Debüt in der ersten griechischen Liga gab Donis am 18. Dezember 2013. In der Begegnung gegen Levadiakos erzielte er auch sein erstes Tor als Profi.
2015 wurde Donis an den Schweizer Erstligisten FC Lugano ausgeliehen, wo er auf seinen jüngeren Bruder Anastasios Donis traf.
Nachdem Donis in der Saison 2016/2017 an PAS Ioannina und Iraklis Thessaloniki verliehen wurde, spielt er von 2017 bis 2020 wieder bei Panathinaikos Athen.

## Privates
Christos Donis ist Sohn des in Deutschland geborenen griechischen Nationalspielers Georgios Donis. Sein Bruder Anastasios Donis ist ebenfalls Profifußballer.